# Kleiner Rauhenkopf
De Kleine Rauhenkopf is een berg in het Berchtesgadener Land in de deelstaat Beieren, Duitsland. De berg heeft een hoogte van 1518 meter. Ongeveer 250 meter naar het noorden bevindt zich de Großer Rauhenkopf.
De Kleine Rauhenkopf is onderdeel van het Untersbergmassief, dat weer deel uitmaakt van de Berchtesgadener Alpen.